# Vanse
Vanse es una localidad de la provincia de Agder en la región de Vestlandet, Noruega. Tiene una población estimada, a principios de 2020, de 2008 habitantes.
Se encuentra ubicada al sur del país, próxima a la costa del estrecho Skagerrak (mar del Norte).  